# Terra Nova (Pernambuco)
Terra Nova es un municipio brasileño del estado de Pernambuco. Administrativamente, el municipio está formado por el distrito sede y por el poblado de Guarani. Tiene una población estimada al 2020 de 10 206 habitantes.

## Historia
La región donde está situada Terra Nova fue ocupado por sesmarias donadas por la Casa da Torre (cuya familia, Garcia D'Ávila acumuló el mayor latifundio brasileño incluyendo buena parte de los actuales estado de Bahía, del sertón de Pernambuco, del Piauí y Cariri Cearense) al hacendero Antonio Pereira da Costa. Las luchas entre las sesmarias y los grupos indígenas cariris mezclados con grupos de origen tupí y africanos refugiados en el litoral, es recordado en el nombre de casas de campo como Contendas y Trincheira en la frontera del municipio con el vecino Salgueiro, donde aún hoy habitan descendientes de Antonio Pereira. Estos, de origen mestizo entre portugueses, indígenas y africanos, se mezclaron con familias de origen europeo, probablemente hijos de religiosos o aventureros como las familias Callou y Arnoud, de origen francés, con los descendientes de Manoel de Sá fundador de Salgueiro, Antonio da Cruz Neves, autor de la Masacre de Ouro Petro, que eliminó los indios de la región y Francisco Magalhães Barreto e Sá, fundador de Barbalha.
Los hacenderos bahianos y cearenses que ocuparon el municipio se dedicaron la ganadería extensiva, en la llamada civilización del cuero, vendido para el Cariri cearense y la región de los San Francisco. Contaban con esclavos negros y agregados mestizos e indios, conformados con el dominio de esta aristocracia. Más tarde, blancos pobres y ciganos (migrantes rumanos), quienes llegaron al territorio conquistando pequeñas propiedades y dedicándose al comercio. De esa forma, la población se dividió en tres clases, familias tradicionales de hacenderos aparentados, blancos pobres y "cabras". Con el tiempo, los negros conquistaron pequeños territorios, donde se dedicaban a la agricultura de subsistencia, formando verdaderos quilombos, como Contendas, en el municipio vecino de Salgueiro.
La influencia política de los alféez y capitanes del periodo colonial fue sustituido por el coronelismo de la República del Café con Leche. Los Pereiras y Sá Barretos se asociaron a los Filgueiras Sampaios de Barbalha y Serrita, descendientes del nuevo-cristiano portugués José Quezado Filgueiras Lima, padre del capitán-mor del Crato-CE, José Pereira Filgueiras y de Romão Pereira Filgueiras, cuyos descendestes se unieron más tarde la poderosa familia Sampaio. Esa familia dominó varias ciudades de la región como Barbalha-CE y Serrita-PE, y se casaron con las familias de Salgueiro y Terra Nova para extender su influencia a esa región. Glicério Parente se alió a la Veremundo Suenes de Salgueiro, disfrutando del prestigio de este coronel. Con el declive de las dos familias, se aliaron a Cabral y Freire de Parnamirim y a los Coelhos de Petrolina.
Terra Nova fue creada como distrito con sede en la población de Pao Ferro, por la Ley municipal de nº 03, del 13 de marzo de 1893. En la época, integraba el territorio del municipio de Leopoldina, hoy Parnamirim. El 11 de noviembre de 1904, la sede del distrito fue transferida para la población de Mocambo, pasando, el 19 de enero de 1911, para la localidad de Terra Nova.
Con la extinción del municipio de Leopoldina, el distrito de Terra Nova pasó a integrar el municipio de Serrinha (hoy Serrita). Después, el municipio fue restaurado y Terra Nova volvió a integrar su territorio. El municipio de Terra Nova fue creado el 31 de diciembre de 1958.